# Мордерер, Валентина Яковлевна
Валенти́на Я́ковлевна Мордерер (род. 9 декабря 1941) — советский и российский литературовед.

## Биография
Валентина Мордерер родилась после начала Второй мировой войны на территории СССР, в эвакуации в городе Ленинске-Кузнецком 9 декабря 1941 года.
Окончила Киевский геологоразведочный техникум.
С 1974 года живёт в Москве.
Участвовала в составлении, комментариях и публикации книг Анны Ахматовой, Бенедикта Лившица, Велимира Хлебникова, хроники жизни и творчества Владимира Маяковского, книг об истории петербургских литературных кафе «Бродячая собака» и «Привал комедиантов».
Часто пишет в соавторстве: с Мироном Петровским составила сборник «Русский романс на рубеже веков» (Киев, 1997); с Григорием Амелиным написала книги «Миры и столкновенья Осипа Мандельштама» (2000), «Письма о русской поэзии» (2009) и ряд научных статей.

## Литературные премии
- 2000 — шорт-лист премии Андрея Белого в номинации «Гуманитарные исследования» (книга «Миры и столкновения Осипа Мандельштама» в соавторстве с Григорием Амелиным)[2]
- 2009 — шорт-лист премии Андрея Белого в номинации «Гуманитарные исследования» (книга «Письма о русской поэзии» в соавторстве с Григорием Амелиным)[3]